# Acraea exclamationis
Acraea exclamationis är en fjärilsart som beskrevs av Stoneham 1943. Acraea exclamationis ingår i släktet Acraea och familjen praktfjärilar. Inga underarter finns listade i Catalogue of Life.